# Tekken: Linaje
Tekken: Linaje (en inglés Tekken: Bloodline) es una serie de anime basada en la franquicia de videojuegos de lucha Tekken, de la empresa Bandai Namco Entertainment. La serie adapta libremente los eventos del videojuego Tekken 3, y sigue a Jin Kazama en una búsqueda para derrotar a la criatura que mató a su madre. El programa se estrenó en Netflix el 18 de agosto del año 2022.
La serie fue producida como una historia sobre la mayoría de edad de Jin, algo que el director de la serie de juegos, Katsuhiro Harada, quería enfatizar, ya que Tekken 3 no destacó el pasado de Jin. Fue dirigida por Yoshikazu Miyao, quien quería mostrar adecuadamente la trágica historia de Jin.
La serie recibió respuestas mixtas como resultado de su corta duración, proporcionando poco tiempo en pantalla a la mayoría de los personajes además de Jin y, en cambio, enfatizando las escenas de lucha. También se cuestionó el estilo y la calidad de la animación del programa.

## Argumento
En el Japón de comienzos del nuevo milenio Jin Kazama es un joven artista marcial que vive solo con su madre, Jun Kazama, en Yakushima. Cuando es asesinada por el antiguo demonio Ogre, Jin comienza a entrenar con su abuelo, Heihachi Mishima, para volverse más fuerte. Para atraer a Ogre, Jin compite junto a muchos otros en el torneo del Rey del Puño de Hierro, con la esperanza de matar al demonio y vengar la muerte de su madre.

## Personajes
- Jin Kazama

Expresado por: Isshin Chiba (japonés); Javier Abengózar (español); Óscar López (español latino)
- Jun Kazama

Expresado por: Mamiko Noto (japonés); Julia Martínez Marín (español); Kerygma Flores (español latino)
- Heihachi Mishima

Expresado por: Taiten Kusunoki (japonés); Adolfo Pastor (español); Santos Alberto (español latino)
- Kazuya Mishima

Expresado por: Masanori Shinohara (japonés); Idzi Dutkiewicz (español latino)
- Hwoarang

Expresado por: Toshiyuki Morikawa (japonés); Daniel Casanova (español); Arturo Castañeda (español latino)
- Ling Xiaoyu

Expresado por: Maaya Sakamoto (japonés); Marta Almazán (español); Annie Rojas (español latino)
- Paul Phoenix

Expresado por: Hōchū Ōtsuka (japonés); Javier Gámir (español); Gerardo Vásquez (español latino)
- Julia Chang

Expresado por: Seiko Yoshida (japonés); Cecilia Hernangómez (español); Analiz Sánchez (español latino)
- Nina Williams

Expresado por: Yumi Tōma (japonés); Vicky Pascual (español); Rosalba Sotelo (español latino)
- Ganryu

Expresado por: Hidenari Ugaki (japonés); Chema Agulló (español); Juan José Hernández (español latino)
- Leroy Smith

Expresado por: Yasuhiro Kikuchi (japonés); César Martín (español); Ulises Maynardo Zavala (español latino)
- King I/II

Expresado por: Masayuki Hirai (japonés); Ricardo Tejedo (español latino)
- Ogre

Expresado por: TBA (japonés); Bill Butts (inglés)
- Doctor Bosconovitch

Expresado por: TBA (japonés); Eugnio Barona (español); José Luis Orozco (español latino)
- Akiko Miura

Expresado por: TBA (japonés); Sandra Soria (español); Ximena de Anda (español latino)

## Producción
El 19 de marzo del 2022, Netflix anunció que lanzaría la serie el 18 de agosto de 2022. La serie se creó como un homenaje al tercer videojuego de la franquicia, Tekken 3. Los productores explicaron cómo el personal trató de ser fiel a la narrativa y la franquicia originales al hacer que los personajes realizaran varios movimientos de los juegos mientras tenían el mismo audio. Como resultado de estar basada en Tekken 3, la historia se centra en los orígenes de Jin Kazama, así como en su crianza bajo la tutela de su madre, Jun, que no se explora en los videojuegos, por lo que la historia en dichos medios se ve limitada a contarla. Como resultado, el anime crea su propia narración que no estaba presente para los fanáticos mayores. La respuesta inicial a los tráileres fue positiva según los productores.

## Recepción
El sitio web de crítica y reseñas Rotten Tomatoes reportó un índice de aprobación del 97%, basado en 12 reseñas, con una calificación promedio de 9.43/10.